# Theresienkirche (Krakau)

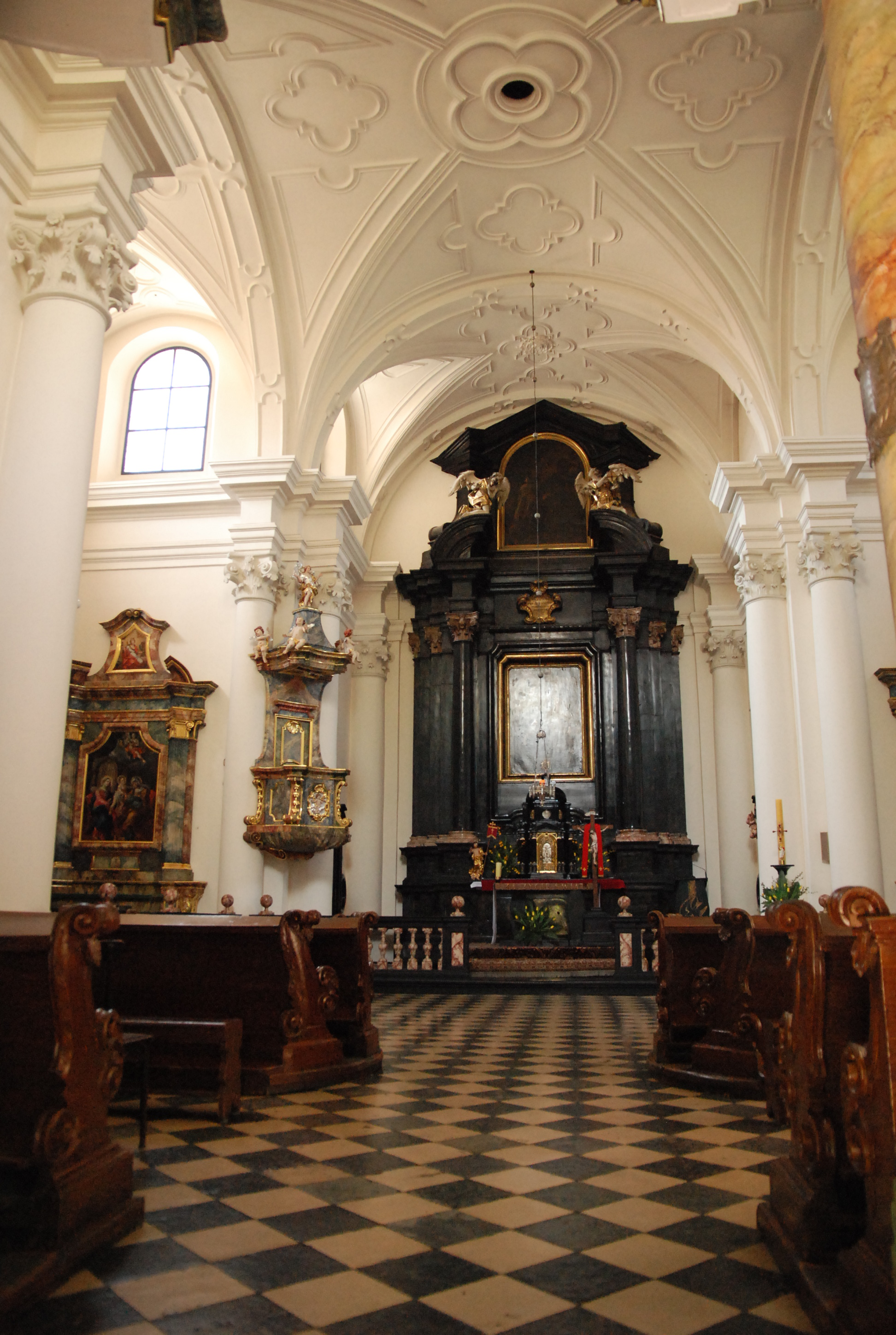
Innenraum

Die Teresa-von-Ávila-und-Johanneskirche (polnisch Kościół św. Teresy od Jezusa i św. Jana od Krzyża) in Krakau ist eine katholische Barockkirche an der ul. Mikołaja Kopernika 44 im Stadtteil Wesoła. 

## Geschichte
Die Kirche wurde in den Jahren von 1720 bis 1730 für die Unbeschuhten Karmelitinnen gebaut. Stifter war Jan Sebastian Szembek, dessen Bruder Bischof Christoph Andreas Johann Szembek die Kirche 1730 einweihte. Die Unbeschuhten Karmelitinnen zogen von dem Kloster bei der Krakauer Martinskirche in der Krakauer Altstadt hierher. Im Altar befindet sich ein vom Stifter in Auftrag gegebenes Gemälde der Kirchenpatronin. Vor der Kirche steht eine barocke Säule. Mit dem Kloster ist die Affäre Ubryk aus der Mitte des 19. Jahrhunderts verbunden.